# Пётр II Карагеоргиевич
Пётр II Карагео́ргиевич (6 сентября 1923, Белград — 3 ноября 1970, Денвер, США) — последний король Югославии, правивший с 9 октября 1934 года по 17 апреля 1941 года (фактически) или до 29 ноября 1945 года (формально). Фактически возглавлял страну всего 2 недели, с момента переворота 27 марта 1941 года, до этого реальным правителем был принц-регент Павел Карагеоргиевич.

## Биография
Пётр был старшим из троих сыновей короля Александра I Карагеоргиевича и королевы Марии, урождённой принцессы румынской.

### Правление
После убийства отца в Марселе 9 октября 1934 года 11-летний Пётр, находившийся на обучении в школе Сандройд, в графстве Уилтшир, стал во главе государства и через Париж отбыл на родину. По завещанию короля Александра при его наследнике был установлен регентский совет из трёх человек, главой которого стал князь Павел Карагеоргиевич и в который вошли также Иво Петрович и Раденко Станкович. Несмотря на то, что Пётр II и его сторонники были настроены против нацистской Германии, князь-регент Павел присоединился к странам Оси и подписал тройственный пакт (см. венский протокол). Это вызывало недовольство в народе, и в марте 1941 года регент Павел был свергнут группой патриотично настроенных офицеров при поддержке народа.
Семнадцатилетний Пётр был объявлен королём, хотя ещё не достиг совершеннолетнего возраста. Главой правительства стал участник переворота Душан Симович. 5 апреля был заключён договор о дружбе с СССР, целью подписания которого было недопущение военной агрессии Германии в отношении Югославии. Однако Гитлер принял решение о вторжении сразу после переворота, и 6 апреля, на следующий день после заключения договора, германские, итальянские и венгерские войска вошли на территорию Югославии. Король и правительство вынуждены были бежать в Афины, а оттуда — в Каир.

### Эмиграция
20 марта 1944 года в Лондоне Пётр женился на греческой принцессе Александре (1921—1993), дочери короля Греции Александра I. У них родился один сын Александр (р. 1945). Дом в Лондоне, где рожала Александра, был на один день объявлен югославской территорией, чтобы Александр мог претендовать на югославский престол.
29 ноября 1945 года Югославия была провозглашена Федеративной Народной Республикой (ФНРЮ, в дальнейшем — СФРЮ). Скупщина Югославии лишила династию Карагеоргиевичей прав власти. Король был объявлен низложенным и изгнанным (ещё с ноября 1943 года Петру II было запрещено возвращаться в страну). Пётр и его жена окончательно переехали в Лондон. Там король окончил учёбу. Последние годы жизни провёл в Америке.

### Смерть
Пётр II много лет страдал от цирроза печени. Умер он в денверской больнице 3 ноября 1970 года, после неудачной пересадки печени. Похоронен в монастыре Святого Саввы в пригороде Чикаго Либертивилле, Иллинойс. Являлся единственным европейским монархом, погребённым в Новом Свете.
27 мая 2013 года останки короля Петра II, а также его супруги — королевы Александры, матери — королевы Марии, и брата — принца Андрея, были перезахоронены в фамильной усыпальнице династии Карагеоргиевичей в церкви святого Георгия (Опленац) в сербском городе Топола. На церемонии присутствовали президенты Сербии и боснийской Республики Сербской, а также сербский патриарх Ириней.